# Edward Frederick Lindley Wood
Pour les articles homonymes, voir Lindley.
Edward Frederick Lindley Wood (16 avril 1881 – 23 décembre 1959) est un homme politique britannique, membre du Parti conservateur et vice-roi des Indes de 1926 à 1931. Il est une personnalité politique majeure du Royaume-Uni dans les années 1930, connu comme comte d'Halifax (Lord Halifax).

## Biographie
Halifax nait infirme, sans main gauche et avec un bras gauche atrophié, mais il est un cavalier et chasseur accompli. Fils de Charles Lindley Wood, il est élevé au Collège d'Eton, puis au collège Christ Church de l'université d'Oxford où il obtient un First-Class Degree en Histoire Moderne. Il est coopté Fellow entre 1903 et 1910 à All Souls College, élu au Parlement en 1910, devient membre de la Chambre des Lords en 1925, accède à divers postes ministériels dans les années 1920.
Vice-roi des Indes entre 1926 et 1931, il doit affronter la montée du nationalisme indien et négocie avec Gandhi lors de la marche du sel bien qu'il l'ait fait emprisonner.
Comme son père, Lord Halifax est un militant anglo-catholique, dans la tradition du mouvement d'Oxford et se qualifie de « catholique dans l'Église anglicane » (Winston Churchill le surnomme Holy Fox, le Saint Renard). Selon Kathryn Tidrick, il concilie « une extrême piété chrétienne avec un extrême réalisme quant aux intérêts de l'État. ». En 1926, Lord Birkenhead, Secrétaire d'État à l'Inde lui propose le poste de Vice-roi des Indes, qu'il veut refuser pour des raisons familiales mais que le roi George V lui conseille d'accepter parce que son grand-père paternel a lui-même été secrétaire d'Etat à l'Inde. Pour cette fonction, il est créé baron Irwin et occupe ce poste jusqu'en 1931. À ce poste, fortement poussé par Gandhi, il lui propose publiquement d'accorder à l'Inde le statut de Dominion, à l'égal du Canada, de l'Afrique du Sud, de l'Australie et de la Nouvelle-Zélande, sans en référer à Sir Samuel Hoare, secrétaire d'État à l'Inde, ou au Premier ministre, Stanley Baldwin, ce qui provoque une tempête politique à Londres.

### Carrière politique
Secrétaire d'État à la Guerre (1935), lord président du Conseil (1937/1938), secrétaire d'État au Foreign Office, après la démission d'Anthony Eden (février 1938), Halifax est vu comme un des auteurs de la politique d'apaisement avec l'Allemagne nazie avant le début de la Seconde Guerre mondiale. Membre du Cliveden set, un cercle qui réunit des personnalités partisanes d'une indulgence britannique envers l’Allemagne nazie, il considère l’occupation de la rive gauche du Rhin par l'armée allemande en mars 1936, en violation du traité de Versailles, comme un retour allemand « dans son arrière-cour ».
Quand il rencontre Hitler en novembre 1937, il ne conteste pas les revendications territoriales du Reich sur l'Autriche et les Sudètes si la violence est exclue. Après cette rencontre, Göring le surnomme Halali-fax, en référence à l’hallali qui précède la mort du cerf. Au sujet de la crise tchécoslovaque, il s'oppose à toute intervention, présente le pays comme un État artificiel et dit à ses interlocuteurs français que la Tchécoslovaquie serait incapable tant de se défendre elle-même que de recevoir une assistance extérieure.
Avec Lord Lothian, Lord Mount Temple, Oliver Vaughan Gurney Hoare (frère cadet de Sir Samuel Hoare), il fait partie de ceux que Robert Vansittart, secrétaire permanent du Foreign Office, appelle les « amateurs ambulants », qui soutiennent la politique d'apaisement.
Au moment des accords de Munich, en septembre 1938, il informe que la présence du ministre soviétique des Affaires étrangères, Maxim Litvinov, n'est pas souhaitée pour ne pas « provoquer » Hitler.
Mais il prend conscience, grâce à Sir Alexander Cadogan, secrétaire permanent du Foreign Office, que la voie de l'apaisement amène la Grande-Bretagne à de croissantes concessions peu susceptibles de calmer l'Allemagne, et il adopte alors une attitude plus réservée que le Premier ministre Neville Chamberlain. Le 3 octobre 1938, à la Chambre des Lords, Halifax défend les accords de Munich non comme le triomphe dépeint par le Premier Ministre, mais, de deux maux, le choix du moindre mal.

### Membre du Cabinet de Guerre
Après la déclaration de guerre en 1939, il rencontre l'industriel suédois Birger Dahlerus, proche de Hermann Göring, qui avait tenté en vain d'empêcher  le déclenchement de la Seconde Guerre mondiale en particulier durant les quelques jours précédant l'entrée de la Wehrmacht en Pologne ("Mission Dahlerus"). Cela débouche sur la proposition d'une ultime négociation, et provoque donc l'ire de Churchill, qui vient de redevenir Premier Lord de l'Amirauté.
Après l'échec de Narvik et le début de l'offensive allemande sur le Front de l'Ouest (10 mai 1940), Chamberlain démissionne, et Halifax est un instant pressenti pour lui succéder. Maintenu cependant à son poste de Secrétaire d'État des Affaires étrangères par Churchill, qui est nommé Premier ministre, au moment de la bataille de Dunkerque (du 26 mai au 4 juin 1940), Halifax prend parti pour une nouvelle Paix d'Amiens, donc provisoire, avec le Reich. Ainsi, le 27 mai, il déclare à Churchill, au cours d'une réunion du Cabinet : « Si notre existence n’était pas en jeu, il serait bon d’accepter une proposition [de paix] qui épargnerait au pays un désastre évitable ». Le 17 juin, son Sous-Secrétaire d'Etat Rab Butler rencontre l'ambassadeur de Suède, Björn Prytz, à la demande d'Halifax, pour conclure une paix de compromis à des conditions raisonnables.
En décembre 1940, Halifax perd son poste au profit d'Anthony Eden et est nommé ambassadeur à Washington en février 1941, pour remplacer Lord Lothian, qui vient de mourir.